# Prémios Emmy do Primetime de 2014
A 66.ª edição dos Prémios Emmy do Primetime premiou os melhores programas de televisão no horário nobre dos Estados Unidos exibidos no período de 1º de junho de 2013 até 31 de maio de 2014, conforme escolhido pela Academia de Artes e Ciências da Televisão. A cerimônia foi realizada na segunda, 25 de agosto de 2014 no Nokia Theatre, no centro de Los Angeles, Califórnia, e foi transmitida nos EUA pela NBC. A cerimônia foi apresentada por Seth Meyers. O Emmy dos Primetime Creative Arts foi realizado em 12 de agosto. As nomeações foram anunciadas em 10 de julho de 2014.

## Indicados e vencedores
Os vencedores estão em negrito.

### Programas
| Melhor série de comédia - Modern Family (ABC) - The Big Bang Theory (CBS) - Louie (FX) - Orange Is the New Black (Netflix) - Silicon Valley (HBO) - Veep (HBO)                                                                                    | Melhor série dramática - Breaking Bad (AMC) - Downton Abbey (PBS) - Game of Thrones (HBO) - House of Cards (Netflix) - Mad Men (AMC) - True Detective (HBO)                                   |
| Melhor Talk Show - The Colbert Report (Comedy Central) - The Daily Show with Jon Stewart (Comedy Central) - Jimmy Kimmel Live! (ABC) - Real Time with Bill Maher (HBO) - Saturday Night Live (NBC) - The Tonight Show Starring Jimmy Fallon (NBC) | Melhor Minissérie - Fargo (FX) - American Horror Story: Coven (FX) - Bonnie & Clyde (A&E) - Luther (BBC America) - Treme (HBO) - The White Queen (Starz)                                      |
| Melhor Telefilme - The Normal Heart (HBO) - Killing Kennedy (Nat Geo) - Muhammad Ali's Greatest Fight (HBO) - Sherlock: His Last Vow (PBS) - The Trip to Bountiful (Lifetime)                                                                     | Melhor reality show de competição - The Amazing Race (CBS) - Dancing with the Stars (ABC) - Project Runway (Lifetime) - So You Think You Can Dance (Fox) - Top Chef (Bravo) - The Voice (NBC) |

### Atuação

#### Atuação principal
| Melhor ator em série de comédia - Jim Parsons como Dr. Sheldon Cooper em The Big Bang Theory (CBS) - Louis C.K. como Louie em Louie (FX) - Ricky Gervais como Derek Noakes em Derek (Netflix) - Don Cheadle como Marty Kaan em House of Lies (Showtime) - Matt LeBlanc como ele mesmo em Episodes (Showtime) - William H. Macy como Frank Gallagher em Shameless (Showtime)                                     | Melhor atriz em série de comédia - Julia Louis-Dreyfus como Selina Meyer em Veep (HBO) - Amy Poehler como Leslie Knope em Parks and Recreation (NBC) - Edie Falco como Jackie Peyton em Nurse Jackie (Showtime) - Lena Dunham como Hannah Horvath em Girls (HBO) - Melissa McCarthy como Molly Flynn em Mike & Molly (CBS) - Taylor Schilling como Piper Chapman em Orange Is the New Black (Netflix)                                                                             |
| Melhor ator em série dramática - Bryan Cranston como Walter White em Breaking Bad (AMC) - Jeff Daniels como Will McAvoy em The Newsroom (HBO) - Jon Hamm como Don Draper em Mad Men (AMC) - Woody Harrelson como Detetive Martin Hart em True Detective (HBO) - Matthew McConaughey como Detetive Rustin Cohle em True Detective (HBO) - Kevin Spacey como Frank Underwood em House of Cards (Netflix)          | Melhor atriz em série dramática - Julianna Margulies como Alicia Florrick em The Good Wife (CBS) - Claire Danes como Carrie Mathison em Homeland (Showtime) - Kerry Washington como Olivia Pope em Scandal (ABC) - Lizzy Caplan como Virginia E. Johnson em Masters of Sex (Showtime) - Michelle Dockery como Lady Mary Crawley em Downton Abbey (PBS) - Robin Wright como Claire Underwood em House of Cards (Netflix)                                                           |
| Melhor ator em minissérie ou telefilme - Benedict Cumberbatch como Sherlock Holmes em Sherlock: His Last Vow (PBS) - Billy Bob Thornton como Lorne Malvo em Fargo (FX) - Chiwetel Ejiofor como Louis Lester em Dancing on the Edge (Starz) - Idris Elba como DCI John Luther em Luther (BBC America) - Mark Ruffalo como Ned Weeks em The Normal Heart (HBO) - Martin Freeman como Lester Nygaard em Fargo (FX) | Melhor atriz em minissérie ou telefilme - Jessica Lange como Fiona Goode em American Horror Story: Coven (FX) - Sarah Paulson como Cordelia Foxx em American Horror Story: Coven (FX) - Helena Bonham Carter como Elizabeth Taylor em Burton & Taylor (BBC America) - Cicely Tyson como Mrs. Carrie Watts em The Trip to Bountiful (Lifetime) - Kristen Wiig como Cynthia Morehouse em The Spoils of Babylon (IFC) - Minnie Driver como Maggie Royal em Return to Zero (Lifetime) |

#### Atuação coadjuvante
| Melhor ator coadjuvante em série de comédia - Ty Burrell como Phil Dunphy em Modern Family (ABC) - Adam Driver como Adam Sackler em Girls (HBO) - Andre Braugher como Capitão Ray Holt em Brooklyn Nine-Nine (Fox) - Fred Armisen como vários personagens em Portlandia (IFC) - Jesse Tyler Ferguson como Mitchell Pritchett em Modern Family (ABC) - Tony Hale como Gary Walsh em Veep (HBO)                    | Melhor atriz coadjuvante em série de comédia - Allison Janney como Bonnie Plunkett em Mom (CBS) - Mayim Bialik como Drª. Amy Farrah Fowler em The Big Bang Theory (CBS) - Julie Bowen como Claire Dunphy em Modern Family (ABC) - Anna Chlumsky como Amy Brookheimer em Veep (HBO) - Kate McKinnon como várias personagens em Saturday Night Live (NBC) - Kate Mulgrew como Galina "Red" Reznikov em Orange Is the New Black (Netflix)                                     |
| Melhor ator coadjuvante em série dramática - Aaron Paul como Jesse Pinkman em Breaking Bad (AMC) - Jim Carter como Charles Carson em Downton Abbey (PBS) - Josh Charles como Will Gardner em The Good Wife (CBS) - Peter Dinklage como Tyrion Lannister em Game of Thrones (HBO) - Mandy Patinkin como Saul Berenson em Homeland (Showtime) - Jon Voight como Mickey Donovan em Ray Donovan (Showtime)           | Melhor atriz coadjuvante em série dramática - Anna Gunn como Skyler White em Breaking Bad (AMC) - Christina Hendricks como Joan Holloway em Mad Men (AMC) - Christine Baranski como Diane Lockhart em The Good Wife (CBS) - Lena Headey como Cersei Lannister em Game of Thrones (HBO) - Maggie Smith como Violet Crawley em Downton Abbey (PBS) - Joanne Froggatt como Anna Bates em Downton Abbey (PBS)                                                                  |
| Melhor ator coadjuvante em minissérie ou telefilme - Martin Freeman como Dr. John Watson em Sherlock: His Last Vow (PBS) - Alfred Molina como Ben Weeks em The Normal Heart (HBO) - Joe Mantello como Mickey Marcus em The Normal Heart (HBO) - Jim Parsons como Tommy Boatwright em The Normal Heart (HBO) - Matt Bomer como Felix Turner em The Normal Heart (HBO) - Colin Hanks como Gus Grimly em Fargo (FX) | Melhor atriz coadjuvante em minissérie ou telefilme - Kathy Bates como Delphine LaLaurie em American Horror Story: Coven (FX) - Angela Bassett como Marie Laveau em American Horror Story: Coven (FX) - Frances Conroy como Myrtle Snow em American Horror Story: Coven (FX) - Ellen Burstyn como Olivia Foxworth em Flowers in the Attic (Lifetime) - Julia Roberts como Drª. Emma Brookner em The Normal Heart (HBO) - Allison Tolman como Molly Solverson em Fargo (FX) |

### Direção
| Melhor direção em série de comédia - Modern Family (Episódio: "Las Vegas"), dirigido por Gail Mancuso (ABC) - Episodes (Episódio: "Episódio Nine"), dirigido por Iain B. MacDonald (Showtime) - Glee (Episódio: "100"), dirigido por Paris Barclay (Fox) - Louie (Episódio: "Elevator, Part 6"), dirigido por Louis C.K. (FX) - Orange Is the New Black (Episódio: "Lesbian Request Denied"), dirigido por Jodie Foster (Netflix) - Silicon Valley (Episódio: "Minimum Viable Product"), dirigido por Mike Judge (HBO) | Melhor direção em série dramática - True Detective (Episódio: "Who Goes There"), dirigido por Cary Joji Fukunaga (HBO) - Boardwalk Empire (Episódio: "Farewell Daddy Blues"), dirigido por Tim Van Patten (HBO) - Breaking Bad (Episódio: "Felina"), dirigido por Vince Gilligan (AMC) - Downton Abbey (Episódio: "Episode One"), dirigido por David Evans (PBS) - Game of Thrones (Episódio: "The Watchers on the Wall"), dirigido por Neil Marshall (HBO) - House of Cards (Episódio: "Chapter 14"), dirigido por Carl Franklin (Netflix) |
| Melhor direção em especial de variedades - Glenn Weiss por 67th Tony Awards (CBS) - Gregg Gelfand por The Beatles: The Night That Changed America (CBS) - Hamish Hamilton por 86th Academy Awards (ABC) - Louis J. Horvitz por The Kennedy Center Honors (CBS) - James Lapine por Six by Sondheim (HBO) - Rob Ashford e Beth McCarthy-Miller por The Sound of Music Live! (NBC) | Melhor direção em minissérie, telefilme ou especial dramático - Fargo (Episódio: "Buridan's Ass"), dirigido por Colin Bucksey (FX) - Fargo (Episódio: "The Crocodile's Dilemma")", dirigido por Adam Bernstein (FX) - American Horror Story: Coven (Episódio: "Bitchcraft"), dirigido por Alfonso Gomez-Rejon (FX) - Muhammad Ali's Greatest Fight, dirigido por Stephen Frears (HBO) - The Normal Heart, dirigido por Ryan Murphy (HBO) - Sherlock: His Last Vow, dirigido por Nick Hurran (PBS)                                           |

### Roteiro
| Melhor roteiro em série de comédia - Louie (Episódio: "So Did the Fat Lady"), escrito por Louis C.K. (FX) - Episodes (Episódio: "Episode Five"), escrito por David Crane e Jeffrey Klarik (Showtime) - Orange Is the New Black (Episódio: "I Wasn't Ready"), escrito por Liz Friedman e Jenji Kohan (Netflix) - Silicon Valley (Episódio: "Optimal Tip-to-Tip Efficiency"), escrito por Alec Berg (HBO) - Veep (Episódio: "Special Relationship"), escrito por Simon Blackwell, Armando Iannucci e Tony Roche (HBO) | Melhor roteiro em série dramática - Breaking Bad (Episódio: "Ozymandias"), escrito por Moira Walley-Beckett (AMC) - Breaking Bad (Episódio: "Felina"), escrito por Vince Gilligan (AMC) - Game of Thrones (Episódio: "The Children"), escrito por David Benioff e D. B. Weiss (HBO) - House of Cards (Episódio: "Chapter 14"), escrito por Beau Willimon (Netflix) - True Detective (Episódio: "The Secret Fate of All Life"), escrito por Nic Pizzolatto (HBO)                                        |
| Melhor roteiro em especial de variedades - Sarah Silverman: We Are Miracles (HBO) - 67th Tony Awards (CBS) - 71st Golden Globe Awards (NBC) - The Beatles: The Night That Changed America (CBS) - Billy Crystal: 700 Sundays (HBO) | Melhor roteiro em minissérie, telefilme ou especial dramático - Sherlock: His Last Vow, escrito por Steven Moffat (PBS) - American Horror Story: Coven (Episódio: "Bitchcraft"), escrito por Ryan Murphy e Brad Falchuk (FX) - Fargo (Episódio: "The Crocodile's Dilemma"), escrito por Noah Hawley (FX) - Luther, escrito por Neil Cross (BBC America) - The Normal Heart, escrito por Larry Kramer (HBO) - Treme (Episódio: "...To Miss New Orleans"), escrito por David Simon e Eric Overmyer (HBO) |